# خطوط جيت ستار الجوية
خطوط جيت ستار الجوية هي شركة طيران أسترالية منخفضة التكلفة مقرها ملبورن، أستراليا، هي شركة فرعية تمتلكها شركة كانتاس بالكامل، وتم إنشاؤها لمنافسة شركة جيت بلو.

## الأسطول

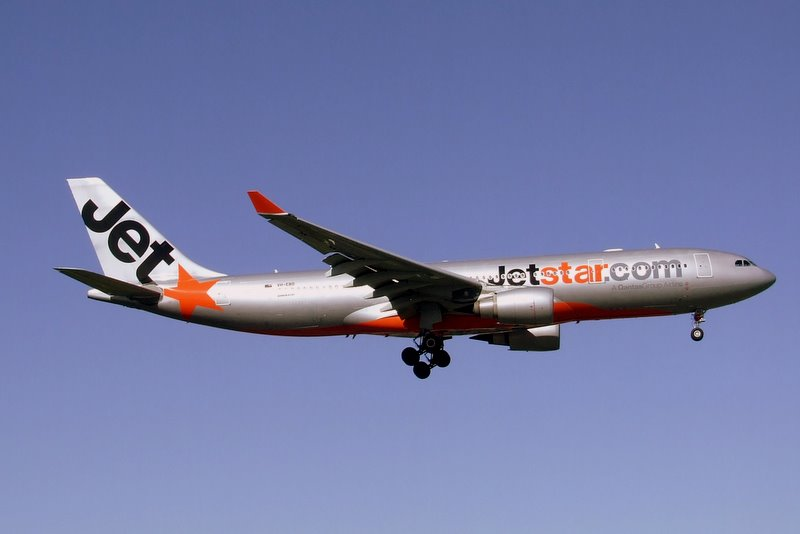
جيت ستار إيرباص إيه 330 تحط في مطار سيدني.